# Copenhagen International Film Festival

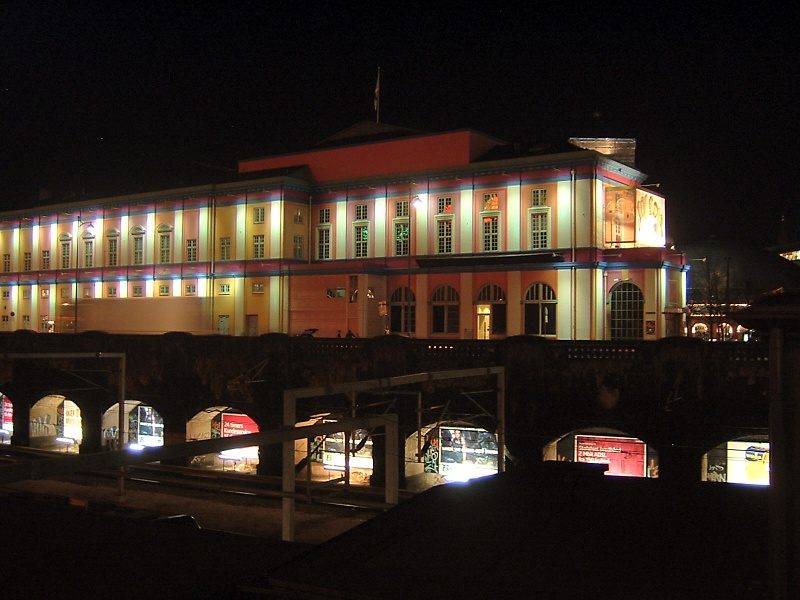
Festivalkino Palads bei Nacht

Das Copenhagen International Film Festival war eines der größten Filmfestivals in Dänemark.
Es fand von 2003 bis 2007 jährlich in Kopenhagen statt und fusionierte mit dem ebenfalls in Kopenhagen stattfindenden Natfilm-Festival zum neuen Filmfestival CPH PIX, das im April 2009 erstmals stattfand. Das Copenhagen International Film Festival war auf europäische Spielfilme spezialisiert und hatte einen internationalen Wettbewerb. Der von einer Jury vergebene Hauptpreis war der Goldene Schwan, der in den Kategorien bester Film, beste Regie, beste Schauspielerin, bester Schauspieler, bestes Drehbuch und beste Kamera verliehen wurde. Der Preis für den besten Film war mit 50.000 dkr. dotiert. Im Rahmen des Festivals wurde mit den Copenhagen Screenings ein Filmmarkt für dänische Filme abgehalten. Zudem fanden Seminare mit internationalen Filmregisseuren statt. Zu den wichtigsten Fördergebern des Festivals gehörte das dänische Kulturministerium, die Stadt Kopenhagen und das Dänische Filminstitut.

## Preisträger des Goldenen Schwans für den besten Film
| Jahr | Filmtitel               | Regie              | Land, Produktionsjahr  |
| ---- | ----------------------- | ------------------ | ---------------------- |
| 2003 | Song for a Raggy Boy    | Aisling Walsh      | IRL / UK / DK / E 2003 |
| 2004 | Großmütterchen          | Lidija Bobrova     | RUS / F 2003           |
| 2005 | Geh und lebe            | Radu Mihăileanu    | F / B / ISR / I 2005   |
| 2006 | 12:08 East of Bucharest | Corneliu Porumboiu | RO 2006                |
| 2007 | Börn                    | Ragnar Bragason    | IS 2006                |